# Peter Voser

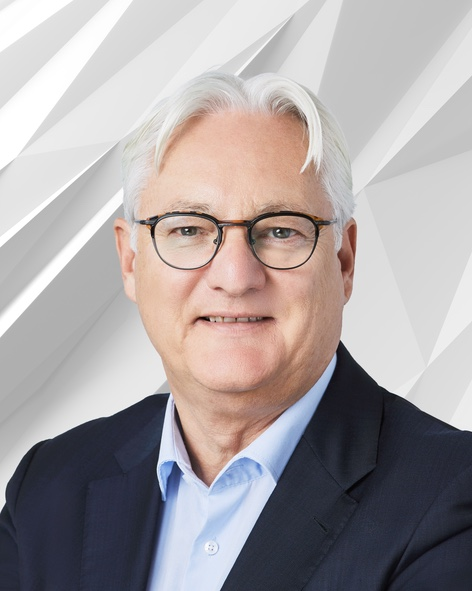
Peter Voser

Peter Voser (Baden (Zwitserland), 29 augustus 1958) is een Zwitsers topbestuurder, die van 1 juli 2009 tot 1 januari 2014 de bestuursvoorzitter (CEO) was van Royal Dutch Shell.

## Levensloop
Voser studeerde bedrijfskunde aan de Zürcher Hochschule für Angewandte Wissenschaften (universiteit voor toegepaste wetenschappen) in Zürich.
Voser trad in 1982 in dienst bij Shell. Hij was voor Shell onder meer actief in Zwitserland, Argentinië, Chili en het Verenigd Koninkrijk. In 2002 verruilde Voser Royal Dutch Shell voor Asea Brown Boveri (ABB).
Na een korte periode van circa twee jaar verlaat hij ABB om terug te keren naar Shell in de positie van CFO. De Zwitser was van april 2005 tot en met april 2010 ook commissaris bij de Zwitserse bank UBS AG, hij stopte om zich meer op zijn werkzaamheden bij Royal Dutch Shell te kunnen richten.

### Persoonlijk
Voser is getrouwd en heeft drie kinderen.